# Djupa Södern

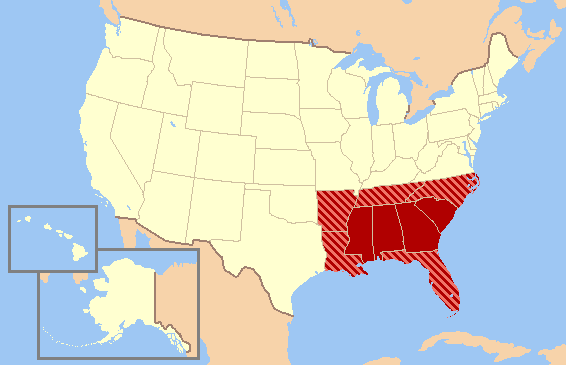
Staterna i mörkrött är de som oftast räknas till den djupa södern i våra dagar. De randiga delstaterna räknas ibland in, liksom också angränsande delar av de övriga närmaste delstaterna.

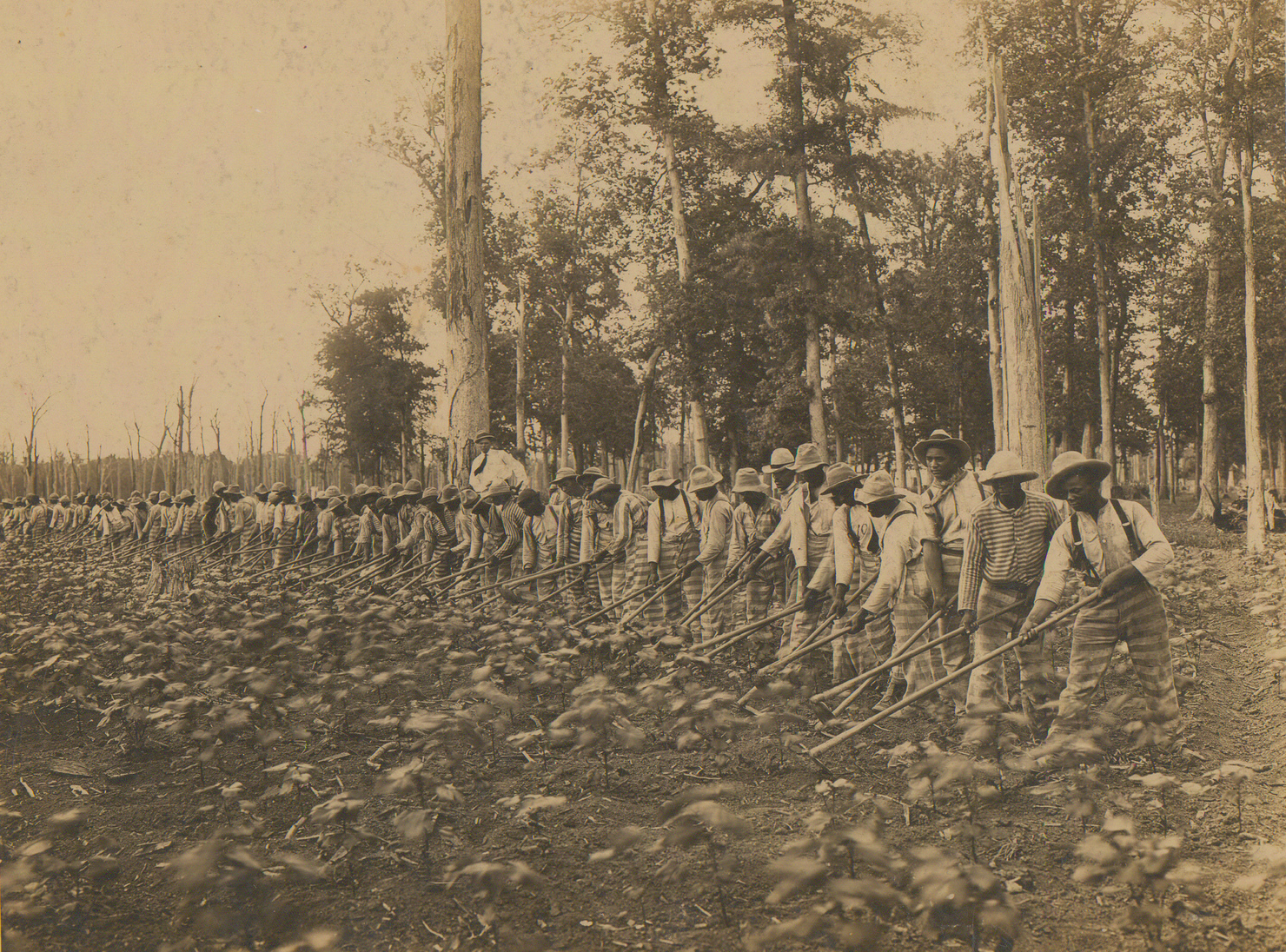
Fångar som arbetar på bomullsfält i Mississippi, 1911.

Djupa Södern (engelska: Deep South) är ett begrepp som brukar användas för de sydliga delstater i USA som delar vissa typiska drag och där dessa drag också brukar anses vara mest typiska, även om de också finns i de övriga sydstaterna.
Historiskt skiljs det från "Upper South" ("Övre Södern") genom att det var de stater som var mest beroende av plantagejordbruk med slavarbete under perioden före amerikanska inbördeskriget. Den Djupa Södern kallades också ofta Lower South ("Nedre Södern") eller "the Cotton States" ("Bomullsstaterna").

## Avgränsning av den Djupa Södern
Den Djupa Södern har ingen entydig gräns, utan kan definieras på olika sätt:
- Normalt räknas Alabama, Georgia, Louisiana, Mississippi och South Carolina till Djupa Södern.[4][5]
- De sju delstater som var de första att utträda ur USA och bilda Amerikas konfedererade stater 1860-1861, vilket ledde till amerikanska inbördeskrigets utbrott 1861. I den ordning de utträdde ur unionen var de: South Carolina, Mississippi, Florida, Alabama, Georgia, Louisiana och Texas. På grund av migrationsströmmarna under det senaste halvseklet räknas stora delar av Florida och Texas inte längre till begreppet. Delar av dessa stater, i huvudsak östra Texas och västra Florida, innehåller emellertid fortfarande kulturella drag av den Djupa Södern.[6]
- Även om det kan räknas till Djupa Södern, räknas Florida ofta inte in i begreppet av dem som bor i Djupa Södern, eftersom så mycket som 15% av Floridas befolkning numera består av pensionärer från alla delar av USA samt att kulturen i Florida har påverkats av en stor latinamerikansk befolkning (20,1 % av befolkningen är "Hispanic" och 15,9 % är "White Hispanic"). Även om det finns många spansktalande även i resten av Djupa Södern kommer de andra staterna inte i närheten av Floridas andel.
- Vissa definitioner inbegriper också hela eller delar av Virginia, Tennessee, North Carolina och Arkansas.[7]
- Naturgeografiskt kan Djupa Södern definieras som det slättland som avgränsas i norr av Ouachitabergen, Crowley Ridge och Appalacherna.